# باسیل اوبری کود
باسیل اوبری کود (انگلیسی: Basil Coad; ۲۷ سپتامبر ۱۹۰۶ – ۲۶ مارس ۱۹۸۰) فرد نظامی اهل بریتانیا بود. وی همچنین برندهٔ جوایزی همچون نشان حمام و نشان امپراتوری بریتانیا شده‌است.